# 白鹭乡 (赣州市)
白鹭乡，是中华人民共和国江西省赣州市赣县区下辖的一个乡镇级行政单位。

## 行政区划
白鹭乡下辖以下地区：
白鹭村、桃溪村、上塘村、吉塘村、盈源村、林头村、官村、检坑村、龙头村、龙溪村、龙裕村、龙富村和里仁村。

## 中国传统村落
2012年，白鹭村被评为首批“中国传统村落”。